# 道の駅大山
道の駅大山（みちのえき おおやま）は、高知県安芸市にある道の駅である。
2015年（平成27年）に国道55号の経路が変更になっており、安芸市が道路管理者の市道「安芸市道大山旧国道線」に面している。

## 概要

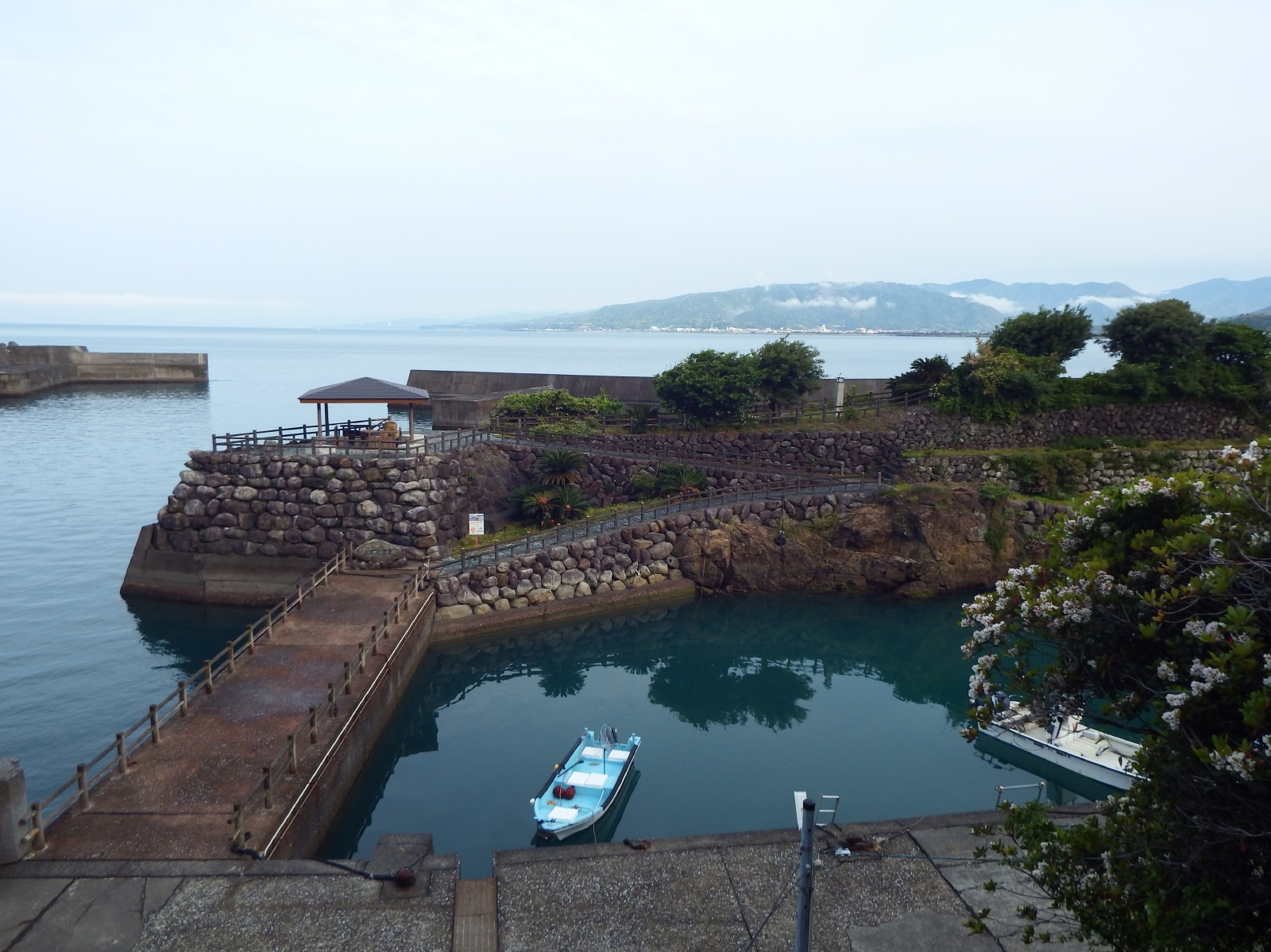
伊尾木漁港石積堤

1998年8月に供用を開始した。大山トンネルの前後の旧国道に入る交差点には道の駅への案内標識が設置されている。
高知県農業協同組合（JA高知県）が指定管理者となっていたが、撤退したため2022年（令和4年）2月末でいったん休業となった。
2022年4月から安芸市観光協会が指定管理者を引き継ぎ、2023年（令和5年）1月から老朽化した建物の改修と改装を行うとともに新メニューの開発などが行われた。
改修工事を経て、2024年（令和6年）2月10日に約2年ぶりにリニューアルオープンした。

## 主な施設

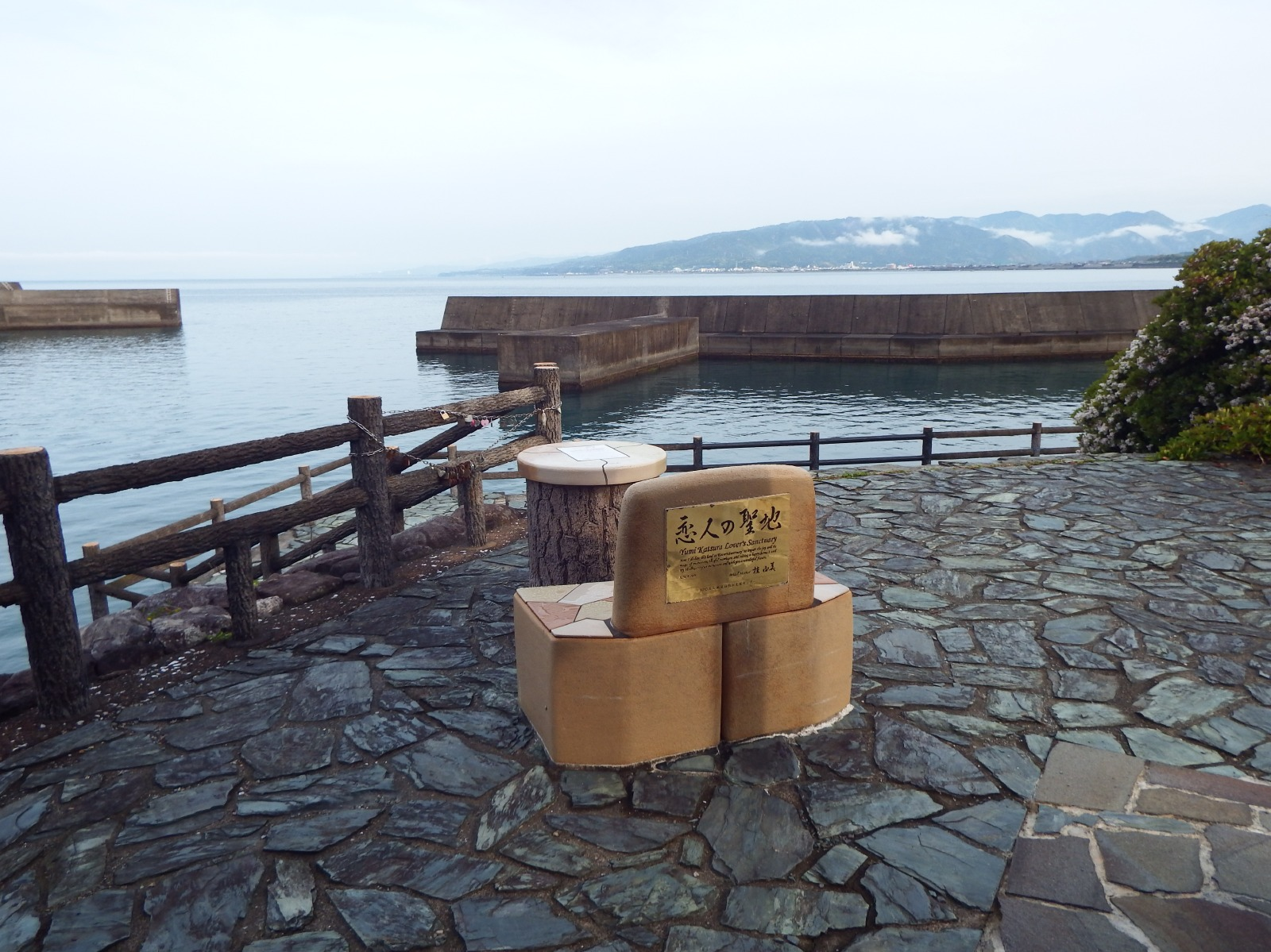
恋人の聖地

- 駐車場
  - 普通車：18台
  - 大型車：2台
  - 身障者用：3台
- トイレ
  - 男：4器
  - 女：3器
  - 身障者用：1器
- 公衆電話
- 喫茶コーナー
- 農産物直売所

- 恋人の聖地

## 休館日
- 年末年始

## 周辺
- 内原野公園
- 伊尾木洞
- 大山岬